# Mateus da Costa (Liurai)
Dom Mateus da Costa war um 1700 ein Liurai von Viqueque, der König eines Einheimischenreiches im Osten der Insel Timor.
Mateus da Costa wurde vom Dominikaner Manuel de Santo António, dem späteren Bischof von Malakka, um 1700 zum Christentum bekehrt und dadurch zu einem Verbündeten Portugals. Doch 1708 ließ Gouverneur Jácome de Morais Sarmento (1708 bis 1709) Dom Mateus gegen jegliches Recht festnehmen und erniedrigte ihn. Morais Sarmento war Mateus als „zu unabhängig“ vorgekommen und nun wollte er ihn ersetzen lassen. Damit brachte der Gouverneur sich nicht nur Manuel de Santo António, sondern auch die einheimische Bevölkerung gegen sich auf. Domingos da Costa, der Herrscher der Topasse, belagerte daraufhin die Kolonialhauptstadt Lifau bis 1709. Manuel de Santo António rettete die Situation, indem er in das Lager von Domingos da Costa ging und ihn überredete sich doch nochmals der portugiesischen Krone zu unterwerfen. Der nachfolgende Gouverneur Manuel de Souto-Maior (1709 bis 1714) rehabilitierte Dom Mateus, aber das Bündnis zwischen Klerus und Zivilverwaltung war zerstört.